# Sveti Jurij (gmina Rogašovci)
Sveti Jurij – wieś w Słowenii, w gminie Rogašovci. W 2018 roku liczyła 477 mieszkańców.